# کاسانووا وانگ
کاسانووا وانگ (انگلیسی: Casanova Wong؛ زادهٔ ۱۹۴۵) رزمی‌کار و متخصص تکواندو و مبارزه با پا، بازیگر و تهیه‌کننده فیلم اهل کره جنوبی است. وی در چندین فیلم با سامو هونگ همکاری کرد.
از فیلم‌ها یا مجموعه‌های تلویزیونی که وی در آن‌ها نقش داشته‌است، می‌توان به استاد مست و بازی مرگ اشاره نمود.